# 阿部真美
あべ まみ（本名：阿部 真美、1984年11月9日 - ）は、日本のモデル、女優。シュルー所属。

## 来歴・人物
岩手県遠野市出身。中高時代はバスケットボール部所属。地元で就職した後、女優を目指して20歳で上京。

## 出演作品

### 映画
- 細菌列島（2009年4月公開、東宝）
- 君が踊る、夏（2010年9月公開、東映）
- HOME 愛しの座敷わらし（2012年4月公開、東映）
- 恋する歯車（2013年2月公開、東映）
- 探偵はBARにいる2 ススキノ大交差点（2013年5月公開、東映）
- 二流小説家 シリアリスト（2013年6月公開、東映）
- 100回泣くこと （2013年6月公開、ショウゲート）
- 009ノ1（ゼロゼロクノイチ）THE END OF THE BEGINNING（2013年9月公開、ティ・ジョイ） - ナカタニ 役

### テレビドラマ
- 裸の大将 フジの国 山梨編（2008年、フジテレビ）
- エゴイスト 〜egoist〜（2009年4月-5月、フジテレビ） - 第2話ゲスト
- ブラッディ・マンデイ Season2（2010年1月-3月、TBSテレビ） - 江本佳奈 役
- ドン★キホーテ（2011年7月9日-9月24日、日本テレビ） - 最終話
- 特別ドキュメンタリードラマ 3.11 その日、石巻で何が起きたのか〜6枚の壁新聞（2012年3月6日、日本テレビ）
- 極悪がんぼ 第7・8話（2014年4月-6月、フジテレビ） - 植原希 役
- 忠臣蔵の恋〜四十八人目の忠臣〜 第1・2・3話（2016年9月-2017年2月、NHK）
- きみはペット 第5話（2017年2月-、フジテレビ）
- 民衆の敵〜世の中、おかしくないですか!?〜 （2017年10月 - 12月、 フジテレビ）
- おしい刑事 第2シリーズ（2021年） - 井川恵理 役

### 舞台
- SUNCTUARY（2007年）
- しあわせの支度（2008年8月）
- 伯父ラジオ（2009年3月）
- シルシルシ（2010年12月）
- プリズン☆ガールズ（2011年6月）
- 一番早いX'mas Live＝朗読劇（2012年12月）
- お風呂Live＝朗読（2013年3月）
- Peach Pie Live＝朗読（2013年6月）
- 銀座に燃ゆる恋（2013年10月）
- 大奥春秋〜御広敷伊賀者、身分卑しき者なれど〜（2014年2月）

### モデル
- リコーCX5シリーズ
- ビューティーBOOK

### PV
- 破壊専用ギターSMASH（2010年カンヌ広告賞ゴールド受賞）

### エッセイ
- インディバ エステサロン W 赤坂 Column